# King of Alps Trophy
Die King of Alps Trophy ist eine Veranstaltung für Motorräder aller Art und Epochen auf öffentlichen Straßen. Die Trophy startet in Wien und endet in Monte Carlo. Sie durchquert den gesamten Alpenbogen von Ost nach West und führt durch sechs Alpenländer: Deutschland, Österreich, Italien, Schweiz, Frankreich und Monaco.
Die Motorrad-Trophy besteht aus insgesamt zehn Etappen, welche auf einmal oder auf zwei Jahre verteilt mit 2 × 5 Etappen gefahren werden können. Jeweils Mitte Juni startet die King of Alps Trophy mit dem Ostalpencross von Wien nach St. Moritz und daran anschließend der Westalpencross von St. Moritz nach Monte Carlo.
Im Unterschied zu einer Rennveranstaltung müssen sich die Teilnehmer in allen befahrenen Ländern an die jeweilige Straßenverkehrsordnung halten. Ziel ist es, das Mittelmeer zu erreichen. Ein weiterer Unterschied ist, dass bei der Trophy bis zu 200 Teilnehmer starten. Im Gegensatz zu einer Motorrad-Tour, die in der Regel nicht mehr als 20 Teilnehmer umfasst.
Die King of Alps Trophy ist nach Angaben des Veranstalters mit 3000 Kilometer Strecke und der Befahrung von mehr als 50 großen Alpenpässen die größte und längste Motorrad-Trophy Europas.

## Trophy
Der erste Teil der Langstreckentrophy – der Ostalpencross – startet in Wien und führt in sieben Tagen mit fünf Etappen nach St. Moritz. Befahren werden Pass- und Alpenstraßen wie Timmelsjoch, Großglockner-Hochalpenstraße und Stilfser Joch sowie Dolomiten-Pässe und Übergänge in Venetien.
Der zweite Teil der Trophy – der Westalpencross – führt von St. Moritz nach Monte Carlo. Hier sind ebenfalls in sieben Tagen fünf Etappen zurückzulegen. Befahren werden die höchsten Pässe der Westalpen auf der Routes des Grandes Alpes. Dabei werden Höhen bis über 2800 Meter erreicht.

### Strecke
Tagesstrecken mit rund 300 Kilometer führen über die höchsten Alpenpässe. Die Motorrad-Trophy durchquert dabei alle bedeutenden Regionen der Alpen. Bekannte Alpenorte wie Cortina d’Ampezzo, Mittenwald, Interlaken oder Chamonix sind Etappenziel der Veranstaltung. Die Trophy endet in Monte Carlo an der Côte d’Azur.
Befahrene Regionen der Ostalpen: Niederösterreich, Steiermark, Kärnten, Friaul, Venetien, Trentino, Südtirol, Osttirol, Salzburg, Oberbayern, Lombardei, Engadin.
Befahrene Regionen der Westalpen: Engadin, Tessin, Wallis, Uri, Fribourg, Berner Alpen, Mont Blanc, Aostatal, Savoyen, Haute Provence, Alpes-Maritimes, Côte d’Azur.

### Eigenschaften
Die Veranstaltung ist kein Rennen. Eine Zeitnahme findet nicht statt. Dennoch handelt es sich um eine anspruchsvolle Aufgabe, für die Fahrkönnen, Ausdauer und Erfahrung notwendig sind. Die Tour ist für Motorrad-Anfänger nicht geeignet. Die in kleinen Gruppen startenden Trophyfahrer erhalten ein Roadbook zur Navigation sowie Streckendaten für ein Navigationssystem. Ferner werden ein Gepäcktransport sowie ein Begleitfahrzeug vom Veranstalter bereitgestellt.
An den Mautstellen der kostenpflichtigen Pässe und Alpenstraßen müssen die Teilnehmer nicht selbst ein Ticket kaufen. Der Veranstalter übernimmt die Entrichtung der Gebühren im Voraus und stattet die Teilnehmer mit Startnummern aus, mit denen sie sich an den Mautstellen schnell identifizieren können.
Die Trophy ist eine reine Asphalt-Veranstaltung. Dennoch gibt es immer wieder schlechtere Wegstücke, vor allem auf wenig befahrenen Pässen in Frankreich oder Italien. Mit Hindernissen, Bodenwellen und ähnlichen Gefahren ist stets zu rechnen. Einige sehr hohe Pässe verfügen über keine Leitplanken und sind daher mit besonderer Sorgfalt zu befahren.

## Regeln
- Fairness und Sportlichkeit unterwegs. Wer immer Hilfe benötigt, erhält diese umgehend und unaufgefordert.
- Alle Fahrer müssen zu jedem Zeitpunkt der Veranstaltung im Besitz einer gültigen Fahrerlaubnis sein.
- Die jeweiligen Landesgesetze und Straßenverkehrsvorschriften sind jederzeit zu beachten.

## Veranstalter
RaceAdventures aus Freising bei München ist seit 18 Jahren als Spezial-Veranstalter tätig und bietet Motorsport-Events für Motorräder, Sportwagen und Oldtimer. Darüber hinaus veranstaltet RaceAdventures weltweite Abenteuer-Rallyes sowie individuelle Motorsport-Events.